# 西紀郵便局
西紀郵便局（にしきゆうびんきょく）は、兵庫県丹波篠山市にある郵便局。民営化前の分類では集配特定郵便局だった。

## 概要
住所：〒669-2799 兵庫県丹波篠山市宮田231-1

## 沿革
- 1874年（明治7年） - 宮田（みやだ）郵便取扱所として開設[1]。
- 1875年（明治8年）1月1日 - 宮田郵便局（五等）となる。
- 1884年（明治17年）10月31日 - 廃止。
- 1907年（明治40年）7月21日 - 再設置。
- 1975年（昭和50年）4月30日 - 電話交換および和文電報配達業務を篠山電報電話局に移管[2]。
- 1987年（昭和61年）8月11日 - 西紀郵便局に改称。
- 2007年（平成19年）10月1日 - 民営化に伴い、併設された郵便事業三田支店西紀集配センターに一部業務を移管。
- 2012年（平成24年）10月1日 - 日本郵便株式会社発足に伴い、郵便事業三田支店西紀集配センターを西紀郵便局に統合。
- 2015年（平成27年）5月18日 - 大山郵便局から「669-28xx」区域の集配業務を移管。

## 取扱内容
- 郵便、印紙、ゆうパック、内容証明
- 貯金、為替、振替、振込、国際送金、国債
- 生命保険、バイク自賠責保険
- 地方公共団体事務（兵庫県住宅再建共済基金利用申込取次事務）
- ゆうちょ銀行ATM
- 丹波篠山市西部（郵便番号669-27xx、669-28xx地域）の集配業務

## 周辺
- 丹波篠山市役所西紀支所（旧・西紀町役場）
- 丹波篠山市立西紀中学校
- 舞鶴若狭自動車道 西紀サービスエリア
- 宮田川
- 国道176号

## アクセス
- JR福知山線 丹波大山駅から北へ2km
- ウイング神姫（旧 神姫グリーンバス） 西紀支所停留所下車（本数が少ないが篠山口駅から便が有り）
- 舞鶴若狭自動車道 丹南篠山口ICから北へ約3.5km
- 兵庫県道97号篠山三和線・兵庫県道140号長安寺篠山線沿い（宮田交差点）
- 駐車場あり：6台